# Thomas Jakobs
Thomas Jakobs, né le 7 août 1991 à Courcouronnes ( Essonne), est un badiste handisport français.
Il est médaillé de bronze mondial et médaillé d'argent européen en double masculin avec son partenaire de double David Toupé.
Jakobs était un ancien joueur de tennis et travaillait comme ingénieur thermique avant son accident. Il a commencé le badminton en 2017.